# Cryptotis lacertosus
Cryptotis lacertosus — вид родини мідицевих (Soricidae). лат. lacertosus — «сильний, м'язистий», маючи сильні руки.

## Опис
Приналежна до морфологічно подібних між собою видів з групи Cryptotis goldmani. Даний вид описаний на підставі біоморфологічного аналізу, який вказує на його відмінність від інших представників групи та роду загалом. Хутро забарвлене зі спинної сторони від світло-коричневих до буро-чорних тонів.

## Поширення
Гватемала. Вид трапляється у гірських дощових лісах на висотах в середньому 2500 метрів над морем на північному макросхилі Сієри Кучуматан у західній Ґватемалі.